# Oxynoemacheilus angorae
Oxynoemacheilus angorae é uma espécie de peixe actinopterígeo da família Balitoridae.
Pode ser encontrada nos seguintes países: Israel, Jordânia, Libano, Síria e Turquia.